# Nankana Sahib

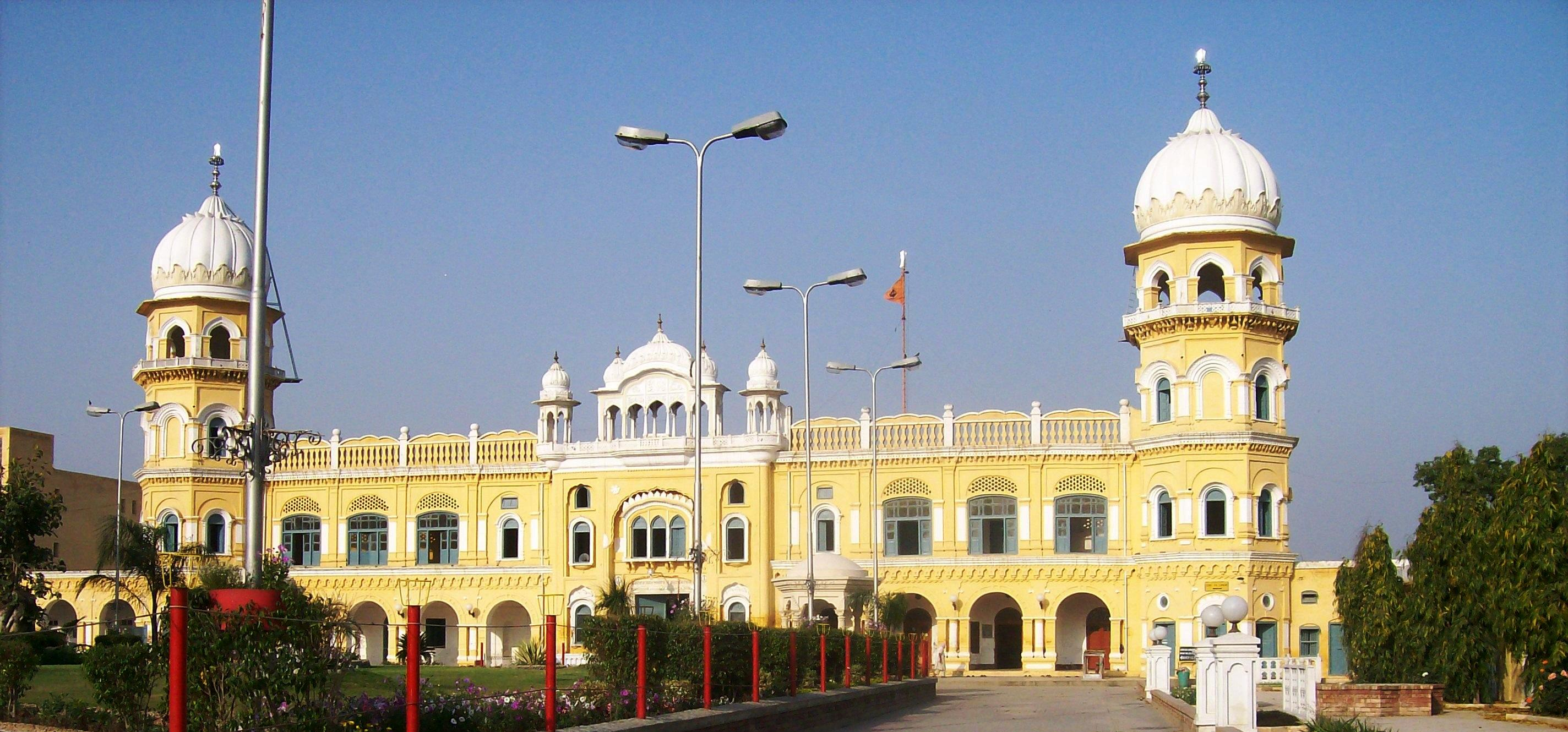
Gurdwara Nankana Sahib, en Pakistán.

Nankana Sahib (en shahmukhi:ننکانہ صاحب) (en gurmukhi: ਨਨਕਾਣਾ ਸਾਹਿਬ), anteriormente conocida como Rai-Bhoi-Di-Talwandi, es una ciudad de la provincia del Punjab, en Pakistán. Tiene una población aproximada de 60.000 habitantes y se encuentra a 80 km al sudoeste de Lahore y a 75 km al este de Faisalabad. Es considerado un lugar sagrado e histórico de gran importancia para los sijs debido a que aquí nació Gurú Nanak Dev Ji, la figura central del sijismo. Vienen a este lugar sijs de todo el mundo y es una de las ciudades de más rápido crecimiento de Pakistán.

## El Gurdwara Nankana Sahib
El lugar más visitado es el Gurdwara Nankana Sahib, construido en el lugar donde se encontraba la casa en que nació el Guru Nanak. Es el más destacable de todos los gurdwaras (lugares de culto) que hay en la ciudad. Aquí se celebra la festividad de Guru Nanak Gurpurab para conmemorar el nacimiento de Gurú Nanak Dev Ji, en la última luna llena del año.
31°27′04″N 73°42′11″E / 31.451, 73.703